# The Banshee (gruppo musicale)
I The Banshee sono stati un gruppo Indie rock italiano originario di Genova.

## Storia del gruppo
Hanno pubblicato nel 2006 per l'etichetta Suiteside Records il loro primo album Public Talks che viene poi pubblicato nel Regno Unito per l'etichetta britannica Fading Ways che lo ha anche distribuito nel resto del mondo.
Nel 2008 hanno pubblicato il secondo album Your Nice Habits prodotto da Luke Smith (già al lavoro con Shitdisco, To My Boy e Depeche Mode), che viene recensito positivamente da varie testate musicali nazionali. Tom Robinson, talent scout di BBC 6, lo ha indicato come miglior disco dell'anno fra i gruppi emergenti worldwide.
Nel 2008 inoltre è uscito per la Shifty Disco di Oxford (label che ha lanciato fra gli altri Elf Power e Young Knives) un EP Digitale per il mercato UK incentrato sul singolo People Around, programmato da John Kennedy su XFM e promosso con un mini tour in Inghilterra.
Il gruppo una volta trasferitosi a Londra si è sciolto per poi dar vita al breve progetto di scarso successo di critica e pubblico King Antics.

## Discografia

### Album
- 2006 - Public Talks
- 2008 - Your Nice Habits

### EP
- 2009 - People Around